# Matteo Jorgenson
Matteo Jorgenson (* 1. Juli 1999 in Walnut Creek, Kalifornien) ist ein US-amerikanischer Radrennfahrer.

## Sportliche Laufbahn
Matteo Jorgenson verbrachte seine ersten Jahre als Radsportler als Mitglied von US-Nationalmannschaften sowohl in der Junioren- als auch in der U23-Klasse. 2017 startete er bei den Straßenweltmeisterschaften 2017 im Straßenrennen der Junioren und belegte Platz 58.
Nachdem er nicht für Hagens Berman Axeon, das Nachwuchsteam von Axel Merckx, ausgewählt worden war, bewarb sich Jorgenson auf eigene Faust bei europäischen Teams. 2018 erhielt er seinen ersten Vertrag bei Jelly Belly-Maxxis, 2019 verpflichtete ihn AG2R La Mondiale als Stagiaire. Im selben Jahr gewann er die Punktewertung der Tour de l’Avenir sowie mit dem Team das Mannschaftszeitfahren des Giro della Regione Friuli Venezia Giulia.
Zur Saison 2020 schloss sich Jorgenson dem Movistar Team an und wurde bei Mailand–Sanremo 17. Im Jahr 2021 belegte er bei Paris–Nizza Rang acht in der Gesamtwertung. Im Mai startete er bei seiner ersten Grand Tour, dem Giro d’Italia, zur Unterstützung von Kapitän Marc Soler und beendete die Rundfahrt als 98. Bei der Tour de France 2022 wurde er 21. der Gesamtwertung. Im Jahr 2023 gewann er die Gesamtwertung  Tour of Oman, wurde Neunter des Klassikers Flandern-Rundfahrt und Zweiter des WorldTour-Etappenrennens Tour de Romandie.
Zur Saison 2024 wechselte Jorgenson zum Team Visma-Lease a Bike. Mit dem Gesamtsieg bei Paris–Nizza gelang ihm sein bis dahin größter Karriereerfolg. Nach Platz fünf bei der E3 Saxo Classic gewann er mit Dwars door Vlaanderen erstmals ein belgisches Kopfsteinpflaster-Rennen, wobei er sich sieben Kilometer vor dem Ziel als Solist absetzte. In Vorbereitung auf seine zweite Tour de France ging er beim Critérium du Dauphiné an den Start und beendete die beiden abschließenden Bergankünfte auf dem zweiten Rang, womit er sich den zweiten Gesamtrang und die Nachwuchswertung des Etappenrennens sicherte. Bei der Tour de France ging er als Edelhelfer von Jonas Vingegaard an den Start, der nach seinem schweren Sturz bei der Baskenland-Rundfahrt, sein erstes Rennen fuhr. Nachdem er bereits mehr als 20 Minuten zurücklag, ging er auf der 19. Etappe gemeinsam mit seinem Teamkollegen Wilco Kelderman in die Fluchtgruppe um einen Angriff von Jonas Vingegaard vorzubereiten. Da der Däne jedoch nicht antrat, durfte Matteo Jorgenson um den Etappensieg fahren und distanzierte im Schlussanstieg nach Isola 2000 seine Fluchtgefährten. Kurz vor dem Ziel wurde er jedoch vom gesamtführenden Tadej Pogačar gestellt und erreichte das Ziel als Zweiter. In der Gesamtwertung belegte er schlussendlich den achten Rang. Das Straßenrennen der Olympischen Spiele von Paris beendete er als bester Amerikaner auf dem neunten Rang.

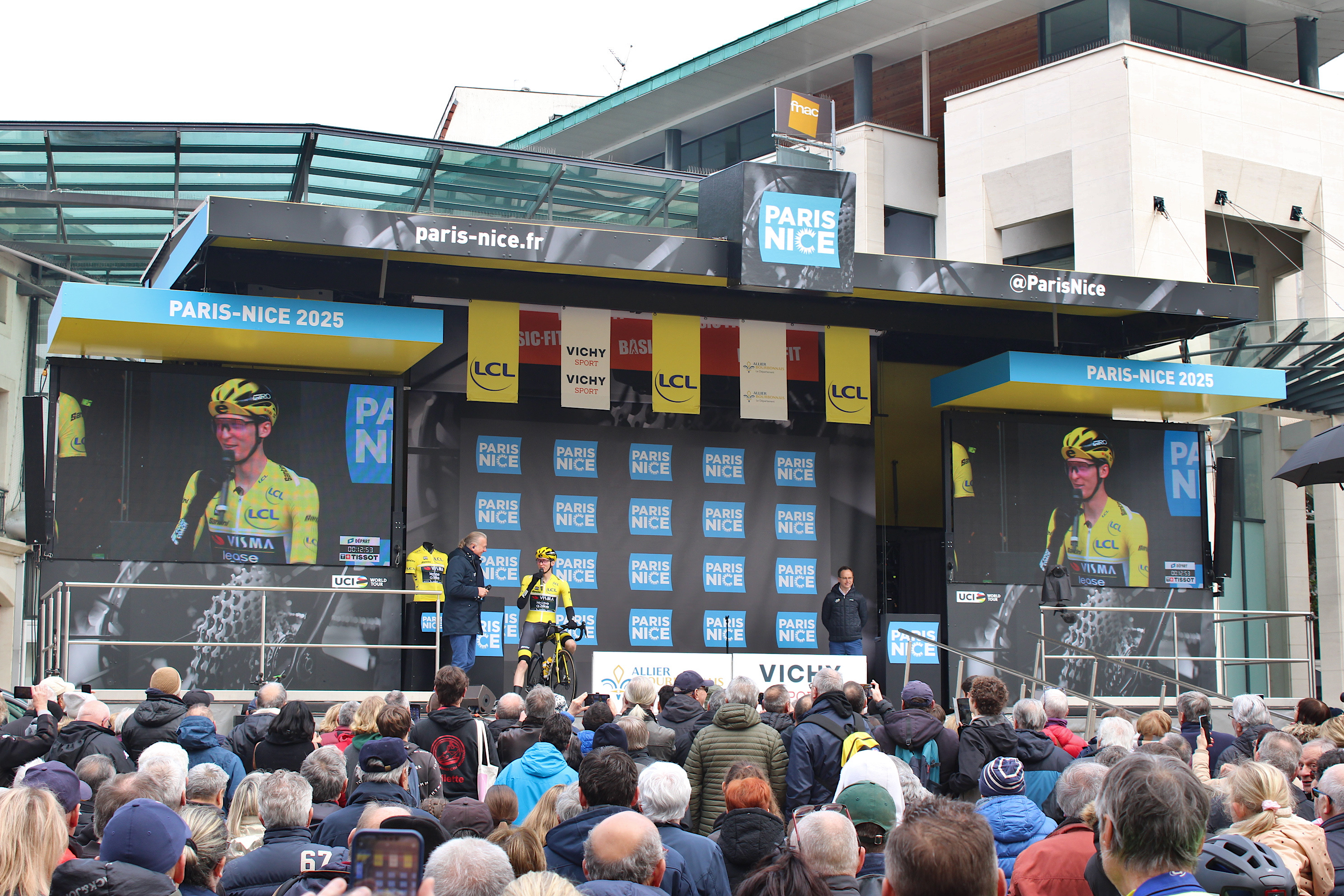
Im Jahr 2025 gewinnt Matteo Jorgenson zum zweiten Mal die Fernfahrt Paris–Nizza

Im Jahr 2025 gewann er erneut die Fernfahrt Paris–Nizza ohne einen Etappenerfolg. Er setzte sich dabei vor dem Deutschen Florian Lipowitz und dem Niederländer Thymen Arensman durch. Ursprünglich war Matteo Jorgenson gemeinsam mit dem zweimaligen Tour-de-France-Sieger Jonas Vingegaard als Co-Leader an den Start gegangen, übernahm jedoch die Kapitänsrolle, als der Däne die Fernfahrt nach einem Sturz verlassen musste. Im Anschluss bestritt Matteo Jorgenson mehrere belgische Eintagesrennen. Dabei war er auch Teil des Visma-Lease a Bike-Trios, das sich gemeinsam mit Neilson Powless von den restlichen Fahrern bei Dwars door Vlaanderen absetzte. Trotz der zahlenmäßigen Überlegenheit entschied sich die Mannschaft den Sprint für Wout van Aert anzufahren, der sich jedoch überraschend geschlagen geben musste. Nachdem der bei der Flandern-Rundfahrt nicht überzeugen hatte können, folgte eine längere Rennpause, ehe Matteo Jorgenson in Vorbereitung auf die Tour de France Gesamtsechster des Critérium du Dauphiné wurde. Bei der Tour de France ging der 26-jährige US-Amerikaner neben Jonas Vingegaard als Co-Leader an den Start und diente als taktische Option um den überragenden Tadej Pogačar herausfordern zu können. Matteo Jorgenson blieb jedoch hinter seinen früheren Leistungen zurück und fungierte mit Fortlauf der Rundfahrt vermehrt als Helfer von Jonas Vingegaard, der die Rundfahrt schlussendlich auf dem zweiten Gesamtrang beendete.

## Erfolge
2019
- Punktewertung Tour de l’Avenir
- Mannschaftszeitfahren Giro della Regione Friuli Venezia Giulia

2023
- Gesamtwertung, Punktewertung, Nachwuchswertung und eine Etappe Tour of Oman
- Nachwuchswertung Tour de Romandie

2024
- Gesamtwertung und Nachwuchswertung Paris–Nizza
- Dwars door Vlaanderen
- Nachwuchswertung Critérium du Dauphiné

2025
- Gesamtwertung Paris–Nizza

## Wichtige Platzierungen
| Grand Tour            | 2020 | 2021 | 2022 | 2023 | 2024 | 2025 |
| --------------------- | ---- | ---- | ---- | ---- | ---- | ---- |
| Giro d’ItaliaGiro     | –    | 98   | –    | –    | –    | –    |
| Tour de FranceTour    | –    | –    | 20   | DNF  | 8    | 19   |
| Vuelta a EspañaVuelta | –    | –    | –    | –    | –    |      |

| Monument                 | 2020 | 2021 | 2022 | 2023 | 2024 | 2025 |
| ------------------------ | ---- | ---- | ---- | ---- | ---- | ---- |
| Mailand–Sanremo          | 17   | –    | –    | –    | –    | –    |
| Flandern-Rundfahrt       | –    | 56   | –    | 9    | 31   | 47   |
| Paris–Roubaix            | –    | 65   | –    | –    | –    | –    |
| Lüttich–Bastogne–Lüttich | 45   | –    | –    | –    | –    | –    |
| Lombardei-Rundfahrt      | –    | –    | –    | 23   | DNF  |      |